# Fioletovo

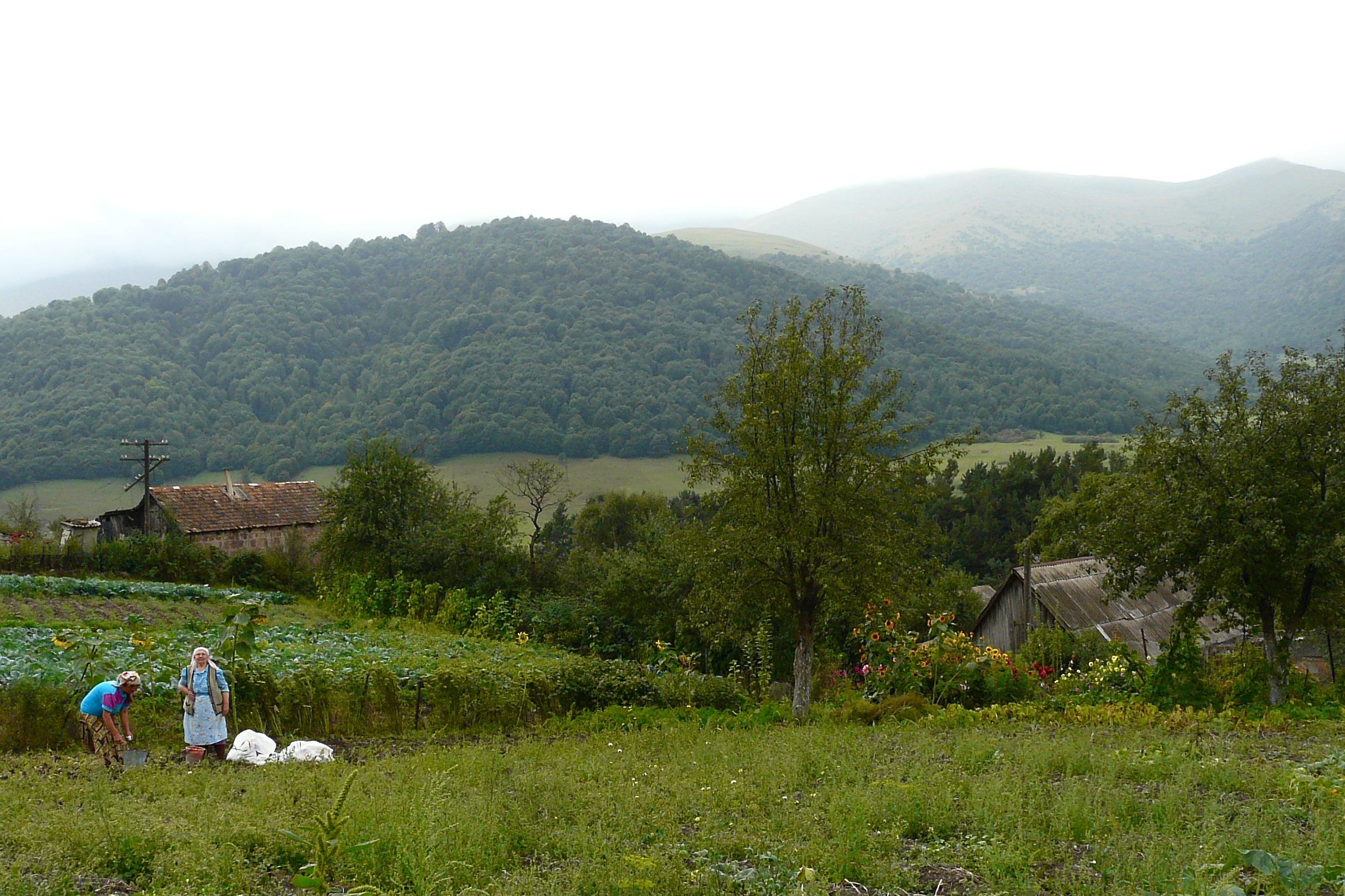
Entorno y huertas de Fioletovo.

Fioletovo (en armenio Ֆիոլետովո, en ruso Фиолетово) es un pueblo del marz (provincia) de Lorri de Armenia. Era conocido como Nikitino hasta 1936, cuando pasó a llamarse Fioletovo en honor al activista comunista ruso y uno de los 26 Comisarios de Bakú, Iván Fioletov.
El pueblo tiene un invierno extremadamente frío con un verano fresco y suave. Durante el invierno, puede encontrarse bajo una gruesa capa de nieve, donde, a veces, sólo los techos de las casas se pueden ver con sus chimeneas humeantes. La población de la aldea está disminuyendo año tras año como consecuencia de la creciente emigración.

## Cristianos espirituales
En la década de 1840 fue colonizado por cristianos espirituales rusos, dujizhizniki y molokanes que vinieron desde Rusia al ser perseguidos por no aceptar la Iglesia Ortodoxa Rusa al oponerse a la veneración de iconos. De los pueblos molokanes de esa época sólo quedan Fioletovo y Lermontovo. Hoy en día, Fioletovo está habitado por una congregación de molokanes y tres congregaciones de dujizhizniki.